# شويا إيواي
شويا إيواي (باليابانية: 岩井 柊弥) (مواليد 11 أكتوبر 2000) هو لاعب كرة قدم ياباني.

## وصلات خارجية
- شويا إيواي على موقع رابطة كرة القدم اليابانية للمحترفين (اليابانية)
- شويا إيواي على موقع قاعدة بيانات كرة القدم.إي يو (الإنجليزية)
- شويا إيواي على موقع Soccerway.com (الإنجليزية)
- شويا إيواي على موقع عالم كرة القدم.نت (الإنجليزية)